# Camminando camminando in tre
Camminando camminando in tre è un album di Angelo Branduardi, registrato dal vivo il 29 marzo 2014 all'auditorium di Via della Conciliazione di Roma.
Contiene 16 brani tra i quali un brano strumentale inedito, suonati con arrangiamenti "per sottrazione", creando "spazi di silenzio" affinché "la musica respiri" (Angelo Branduardi, sulla copertina dell'album).

## Tracce
1. La luna
2. Il dono del cervo
3. Profumo d'arancio
4. Sotto il tiglio
5. 1º Aprile 1965
6. La favola degli aironi
7. La ballata del tempo e dello spazio
8. La canzone di Aengus, il vagabondo
9. Il cappello a sonagli
10. Un aviatore irlandese prevede la sua morte
11. Gli alberi sono alti
12. Rosa di Galilea
13. Cadenza (strumentale inedito)
14. Lord Franklin
15. Mary Hamilton
16. Geordie

## Formazione
- Angelo Branduardi - voce, violino, cori, chitarra, armonica
- Maurizio Fabrizio - pianoforte, cori, chitarra
- Ellade Bandini - batteria, percussioni